# Скарышев
Скарышев (пол. Skaryszew)  —  город  в Польше, входит в Мазовецкое воеводство,  Радомский повят.  Имеет статус городско-сельской гмины. Занимает площадь 27,49 км². Население — 3922 человека (на 2004 год).